# Sao biển
Sao biển là tên gọi chung cho các động vật da gai thuộc lớp Asteroidea. Nguồn gốc tên gọi "sao biển" chủ yếu dựa vào các thành viên của lớp Asteroidea. Tuy nhiên, thông thường việc sử dụng từ "sao biển" cũng áp dụng cho ophiuroid, thường được biết đến với tên gọi chính xác hơn là "brittle star" hoặc "basket star".
Khoảng 1.800 loài sao biển còn sống hiện diện trong tất cả các đại dương của thế giới, bao gồm cả Đại Tây Dương, Thái Bình Dương, Ấn Độ Dương, Bắc Cực và các vùng đại dương phía Nam. Sao biển có mặt ở trên một phạm vi sâu rộng từ các bãi triều đến độ sâu thẳm (6.000 m).
Sao biển nằm trong số quen thuộc nhất của động vật biển và có một số đặc điểm được biết đến rộng rãi, chẳng hạn như tái sinh và thức ăn con trai. Chúng có một loạt kiểu thân và phương pháp ăn đa dạng. Mức độ mà sao biển có thể tái sinh thay đổi với các loài cá thể. Nói chung, những con sao biển là loài kiếm ăn cơ hội, với một số loài có hành vi ăn chuyên ngành, bao gồm cả ăn treo và ăn thịt con mồi cụ thể.
Sao biển chiếm vai trò quan trọng trong suốt sinh thái học và sinh học. Sao biển, chẳng hạn như sao biển Pisaster ochraceus đã trở thành phổ biến rộng rãi như các ví dụ về loài chủ chốt trong hệ sinh thái. Sao biển Acanthaster planci là một kẻ săn mồi phàm ăn của san hô trên khắp khu vực Ấn Độ-Thái Bình Dương. Con sao biển khác, chẳng hạn như các thành viên của Asterinidae, thường được sử dụng trong sinh học phát triển.

## Vòng đời

### Sinh sản
Hầu hết các loài sao biển đều có các cá thể đực và cái riêng biệt. Chúng thường không thể phân biệt được bên ngoài vì không thể nhìn thấy các tuyến sinh dục, nhưng giới tính của chúng thì rõ ràng khi chúng đẻ trứng. Một số loài là lưỡng tính đồng thời, sản xuất trứng và cả tinh trùng cùng một lúc và trong một số ít loài này, cùng một tuyến sinh dục, được gọi là vòi trứng, tạo ra cả trứng và tinh trùng. Sao biển khác là những loài lưỡng tính tuần tự.

### Sự tái tạo
Một số loài sao biển có khả năng tái tạo các cánh tay đã mất và có thể mọc lại toàn bộ chi mới trong một thời gian nhất định.

### Tuổi thọ
Tuổi thọ của sao biển khác nhau đáng kể giữa các loài. Đa phần các loài có trọng lượng lớn hơn thì có tuổi thọ sống lâu hơn. Tuổi trung bình của sao biển khoảng 10 năm và kỷ lục sống lâu nhất được ghi nhận trên thế giới là 34 năm tuổi.